# Епархија захумско-херцеговачка и приморска
Епархија захумско-херцеговачка и приморска је епархија Српске православне цркве.
Надлежни архијереј је митрополит Димитрије (Рађеновић), а сједиште епархије се налази у Мостару гдје је и Саборна црква.

## Историја
Под називима Захумље, Хумска земља и Хум су се у одређеном периоду подразумијевали територија и државноправни идентитет данашње Херцеговине. Назив Захумље се почео губити још у 12. и током 13. вијека, а нестанак термина Хумска земља с историјске позорнице везан је за другу половину 15. вијека кад почиње да га потискује ново име за територије које су улазиле у састав области херцега Стефана Вукчића Косаче — Херцеговина.
Срби су по досељењу на просторе Травуније, Захумља и Неретве примали хришћанство од 7. до 9. вијека и коначно сви крштени јеванђеоским радом Светих словенских седмочисленика Ћирила и Методија и њихових ученика Климента, Наума, Ангеларија, Саве и Горазда. До Светог Саве припадали су постојећим епископијама у Приморју, Зети и Рашкој. Када је Српска архиепископија постала аутокефална (1219) исте године је Свети Сава, први архиепископ свих српских и приморских земаља, основао Епископију хумску са сједиштем у Богородичином манастиру у Стону и Зетску епархију са сједиштем на Превлаци у Боки Которској.
Први хумски епископ је био Иларион, а од његових насљедника познати су: Сава II (до 1264), Јевстатије (око 1300), Јован (око 1305) и Данило (1316—1324), потоњи архиепископ. Данилов насљедник је био Стефан. Ушавши у састав босанске државе, у вријеме краља Твртка I, сједиште епископа за Хум и Босну постаје манастир Милешева. Прије пада Херцеговине под Турке зна се за два хумска (милешевска) епископа. Први је онај што је 1377. крунисао Твртка I у Милешеви, а други је Давид који се помиње 1466. и 1471. Послије пада Херцеговине сједиште епархије се помјерало и коначно се усталило у манастиру Тврдошу код Требиња. Из тога времена познати су ови захумско-херцеговачки епископи: Јован (1508—1513) и Висарион — обновитељи манастира Тврдоша (1508); затим, Марко (1524), Максим (1532), Никанор (1546), Антоније (1570), Саватије (1573—1585), Висарион II (1592), Силвестар (1602) и Леонтије (1605—1611).
Епархија се потом подијелила на двије: на Требињску и Милешевску, која се чешће звала Полхерцеговачка или Петровска по манастиру Светог Петра на Лиму где јој је, и под Турцима, неко вријеме било сједиште. Кад су у другој половини 17. вијека Турци претворили Петров манастир у џамију сједиште ове епархије помјерало се према Тари и преко ње у Никшић, стари Оногошт (Будимљанско-полимска епархија). Немирна прошлост овог подручја утицала је на мијењање граница ових епархија које су се у 18. вијеку послије Београдског мира (1739) сјединиле. Из овог времена познати су херцеговачки или требињски архијереји: Симеон (1615—1630), Свети Василије Острошки (1639—1649) и Арсеније (1654). Послије њега, Требињском епархијом управља Свети Василије који је 1649. премјештен у Петровску или Милешевску епархију. И касније су поједини епископи ових двају епархија управљали објема епархијама. Од захумских (милешевских, полхерцеговачких, петровских) епископа тога времена познати су: Лонгин (1615—1643), Максим, Пајсије (Турци су га убили око 1650. и Петров манастир спалили), Свети Василије (1651—1671), Симеон Љубибратић (1671—1681), Саватије Љубибратић (1682-1716), Герасим, Симеон Зотовић, Мелентије, Арсеније и Аксентије I.
После сједињења позната су имена ових херцеговачких епископа: Филотеј (1741—1741) и Аксентије II (1751—1760). Разарањем манастира Тврдоша епископско сједиште је премјештено у манастир Дужи. Укидањем Пећке патријаршије (1766), кад је и ова епархија дошла под власт Цариградске патријаршије, трон епархије пренесен је у Мостар. Епархијом су од тада управљали епископи Грци: Антим (1766—1772), Ананије (1772—1802), Јеремија (1803—1815), Јосиф I (1816—1835), Прокопије I (1837—1838), Аксентије III (1838—1848), поново Јосиф II (1848—1854), Григорије (1855—1860), Прокопије (1864—1875) и Игњатије (1875—1888). Епархијом је у раздобљу 1860—1864. управљао архимандрит Јоаникије Памучина кога цариградски патријарх није хтио да постави за митрополита.
Ново раздобље у историји ове епархије започиње 1878. године, када је Аустроугарска окупирала Босну и Херцеговину. Тада се Херцеговачка епархија нашла у незавидном положају, пошто је њено подручје потпало под три државне власти: највећи део епархије са срезовима: Мостар, Љубушки, Столац, Љубиње, Требиње, Билећа, Гацко, Невесиње, Коњиц, Фоча, Чајниче и Жупањац, потпао је под аустроугарску окупацију. Југоисточни део око Никшића припао је Књажевини Црној Гори и на том подручју је већ током исте 1878. године створена нова Захумско-рашка епархија. Североисточни део Херцеговачке епархије са срезовима Пљевља и Пријепоље остао је под турском влашћу и то подручје је тек 1894. године припојено суседној Рашко-призренској епархији.
Положај православних епархија у окупираној Босни и Херцеговини уређен је 1880. године склапањем посебне конвенције између Аустроугарске и Цариградске патријаршије. Тиме је постављена основа за почетак борбе за успостављање српске црквено-просветне самоуправе у Босни и Херцеговини. Пензионисањем епископа Игњатија Грка (1888), кога је народ поштовао, на чело епархије долазе и епископи Срби: Леонтије Радуловић (1888), Серафим Перовић (1889—1903) и Петар Зимоњић (1903—1920).

### Период од 1920.
Уједињењем Српске патријаршије (1920) и доношењем Устава Српске православне цркве (1931) Захумско-херцеговачка епархија била је трећа у диптисима аутокефалне цркве и обухватала је: мостарски, билећки, гатачки, невесињски, столачки и требињски срез, градове Метковић и Дубровник и острво Корчулу; а фочански и чајнички срез припали су Дабробосанској епархији. Од уједињења захумско-херцеговачки епископи били су: Јован Илић (1926—1931), Симеон Станковић (1932—1934), Тихон Радовановић (1934—1939), Николај Јокановић (1939—1943), Лонгин Томић (1951—1955) и Владислав Митровић (1955—1991). Затим, Свети архијерејски сабор Српске православне цркве је 1992. за захумско-херцеговачког и приморског епископа изабрао др Атанасија (Јевтића), а 1999. изабран је Григорије (Дурић) након умировљења свог претходника.
Од 1992, када је до темеља уништена Саборна црква у Мостару, па до 2. јануара 2011. сједиште епархије се налазило у Требињу односно манастиру Тврдош. Године 2011. епархијско сједиште је враћено у Мостар.

### Страдање
Епархија је имала више врло старих цркава и манастира, па су у њима најчешће и столовали епископи чије се сједиште стално помјерало, а од 18. вијека се усталило у Мостару одакле је принудно премјештено током посљедњег рата у манастир Тврдош. Током Другог свјетског рата (1941—1945) на подручју Епархије захумско-херцеговачке једна црква је срушена до темеља, а 18 их је оштећено. Пет парохијских домова је срушено, а четири су оштећена. Уништено је 12 библиотека и 21 црквена архива. У Рату у Босни и Херцеговини (1991—1995) Захумско-херцеговачка епархија је једна од епархија које су највише страдале — порушено је 36 цркава, а знатно је оштећено 28 цркава. Манастир Житомислић је срушен, а манастир Завала је веома оштећен. Порушено је 12 парохијских домова, а два су оштећена. Владичански двор у Мостару и Владичанска кућа у Дубровнику такође су срушене.
У Мостару је уништено све што припада Српској православној цркви. Саборни храм Свете Тројице, подигнут 1873, био је један од највећих храмова у Српској православној цркви. Током 7. и 8. јуна 1992. гранатиран је, а 15. јуна (другог дана Свете Тројице) срушени су торњеви и црква је запаљена. Недуго потом, сагорјели зидови су минирани и ово велелепно здање претворено је у гомилу камења. Стара Црква Рођења Пресвете Богородице из 16. вијека на мостарском српском гробљу такође је порушена. Владичански двор из 19. вијека је миниран. Иста судбина задесила је и историјски и мученички манастир Житомислић, који је страдао, како у прошлом, тако и у овом рату. И након завршетка рата 1995. нису били ријетка скрнављења храмова, па је тако септембра 1996. бачена бомба на православни храм у Дубровнику.

## Архијерејска намјесништва
- Архијерејско намјесништво требињско-дубровачко
- Архијерејско намјесништво мостарско-невесињско
- Архијерејско намјесништво Суторинско

## Манастири
1. Данићи,
2. Добрићево,
3. Дужи,
4. Житомислић,
5. Завала,
6. Зубци,
7. Корита,[8]
8. Петропавлов,
9. Придворица,
10. Тврдош,
11. Херцеговачка Грачаница.

## Јерарси
Епископи хумски (средњовековне Српске архиепископије) — в. Хумска епархија.
Митрополити хумски (средњовековне Српске патријаршије) — в. Хумска епархија.
Митрополити херцеговачки или требињски, између 1482. и 1557. године:
- Јован (1508—1513),
- Висарион I (1509—1525),
- Максим I (пре 1532),
- Марко (1531—1534),
- Никанор (1534—1546),

Митрополити херцеговачки или требињски (обновљене Пећке патријаршије 1557-1766):
- Антоније (1570),
- Саватије I (1573—1585),
- Висарион II (1590—1602),
- Силвестар (1592-око 1602),
- Леонтије (1601—1611),
- Симеон I (1613—1635?),
- Саватије I (пре 1642),
- Максим II (1643—1648?),
- Пајсије Требјешанин (пре 1651),
- Арсеније I (1654),
- Свети Василије Острошки (1651—1671),
- Симеон II Љубибратић (1671—1681),
- Саватије III Љубибратић (1683-пре 1695),
- Нектарије Зотовић (1693-пре 1712),
- Мелентије (1712—1713),
- Арсеније II (1715),
- Герасим Поповић (пре 1717),
- Аксентије I (1727—1736),
- Филотеј (1741—1741),
- Аксентије II (1751—1760),
- Стефан (1763—1766).

### Митрополити херцеговачки (Цариградске патријаршије)
| Портрет | Име и презиме         | Време службе                       | Напомене         |
| ------- | --------------------- | ---------------------------------- | ---------------- |
|         | Антим                 | 1766—1772                          | пореклом Грк     |
|         | Ананије               | 1772—1802                          | пореклом Грк     |
|         | Јеремија              | 1803—1815                          | пореклом Грк     |
|         | Јосиф I               | 1816—1835                          | пореклом Грк     |
|         | Прокопије I           | 1838                               | пореклом Грк     |
|         | Аксентије Чешмеџијски | 1838—1848                          | пореклом Бугарин |
|         | Јосиф II              | 1848—1854                          | пореклом Грк     |
|         | Григорије             | 1855—1860                          | пореклом Грк     |
|         | Јоаникије Памучина    | 1860—1864, администрирао епархијом |                  |
|         | Прокопије II          | 1864—1875                          | пореклом Грк     |
|         | Игњатије              | 1875—1888                          | пореклом Грк     |
|         | Леонтије Радуловић    | 1888                               |                  |
|         | Серафим Перовић       | 1889—1903                          |                  |
|         | Петар Зимоњић         | 1903—1920                          |                  |

### Епископи захумско-херцеговачки (Српске патријаршије)
| Портрет | Име и презиме       | Време службе |
| ------- | ------------------- | ------------ |
|         | Јован Илић          | 1926—1931    |
|         | Симеон Станковић    | 1932—1934    |
|         | Тихон Радовановић   | 1934—1939    |
|         | Николај Јокановић   | 1939—1943    |
|         | Лонгин Томић        | 1951—1955    |
|         | Владислав Митровић  | 1955—1991    |
|         | Атанасије Јевтић    | 1992—1999    |
|         | Григорије Дурић     | 1999-2018    |
|         | Димитрије Рађеновић | од 2018.     |